# Nykøbing Mors
Nykøbing Mors este un oraș în Danemarca.